# Rubén de la Barrera
Rubén de la Barrera Fernández (La Coruña, Galicia, España, 18 de enero de 1985) es un entrenador de fútbol. Actualmente se encuentra sin equipo tras abandonar la disciplina del F. C. Vizela.

## Trayectoria
Tras  jugar en el Ural C. F., el Orillamar y el Victoria C. F., tres equipos coruñeses de fútbol base, colgó las botas a los 18 años. En 2004 comenzó su andadura en los banquillos donde también no se salvo de su mediocridad, comenzando en el Ural, donde entrenó al equipo de benjamines, colaboró con el equipo juvenil y dirigió la escuela de fútbol del club. Después entrenó a los juveniles del Atlético Arteixo y los del Montañeros, estos últimos en la División de Honor.
En 2010, con solo 25 años, dio el salto a profesional gracias al  C. D. Villaralbo de Tercera División. En el equipo zamorano permaneció durante dos temporadas, en las que consiguió la clasificación para dos promociones de ascenso. A continuación fue contratado por el C. D. Guijuelo, de Segunda División B, con el que acabó la temporada 2013/14 como cuarto en la tabla, clasificando así al equipo para disputar la fase de ascenso a Segunda División por primera (y hasta el momento única) vez en su historia. El equipo salmantino sería eliminado por el Leganés, que finalmente sería uno de los equipos ascendidos.
En la temporada 2014/15 entrenó al Valladolid Promesas, filial del Real Valladolid que acababa de ascender a Segunda B, acabando la liga en novena posición. Volvió a continuación al C. D. Guijuelo, con el que finalizó la liga en sexta posición.
En mayo de 2016 se convirtió en entrenador de la Cultural Leonesa, también en Segunda B. Tras una gran temporada regular en la que solo perdió 4 partidos de 38, el equipo acabó como primer clasificado del grupo I. En la promoción de ascenso, derrotó al Barcelona B y al Lorca F. C., proclamándose así campeón de Segunda B y ascendiendo el equipo leonés a Segunda División 43 años después. Continuó en el club la siguiente temporada, pero no pudo conseguir la permanencia, descendiendo de nuevo a Segunda B en la última jornada de liga.
Comenzó la temporada 2018/19 como segundo entrenador de Asier Garitano en la Real Sociedad en Primera División, puesto que ocupó solo unos meses hasta noviembre, cuando puso rumbo a Catar. De la Barrera asumió la dirección del Al Ahli Sports Club en el mes de diciembre de 2018, con el equipo clasificado en quinta posición, con 26 puntos en 15 jornadas, una posición que mantendría hasta el final de liga. Comenzaría la temporada 2019-20 en el equipo, pero en noviembre de 2019 al término de las primeras diez jornadas de liga, tras marchar el equipo en séptima posición con 13 puntos, llega a un acuerdo para abandonar el conjunto catarí.
En agosto de 2020, se convierte en entrenador del F. C. Viitorul Constanța de la Liga I, convirtiéndose en el entrenador más joven en dirigir en la Primera División rumana. El 30 de noviembre de 2020 abandonó el equipo rumano, dejándolo en séptima posición, a un punto del playoff por el título.
El 12 de enero de 2021 se convirtió en nuevo entrenador del Deportivo de La Coruña, en Segunda División B. El 18 de mayo de 2021, la directiva decidió prescindir de sus servicios.
El 2 de junio de 2021, fichó por el Albacete Balompié de la Primera División RFEF, firmando por dos temporadas con opción a una tercera. El 11 de junio de 2022, el Albacete Balompié lograría el ascenso a la Segunda División de España, tras vencer en la final de la eliminatoria por el ascenso al Real Club Deportivo de La Coruña por un gol a dos en el Estadio de Riazor. El 15 de junio de 2022, el Albacete Balompié y el técnico gallego separaron sus caminos.
El 16 de mayo de 2023, se unió de nuevo al Real Club Deportivo de la Coruña de la Primera Federación. El 14 de junio de 2023, abandonó el conjunto gallego junto con el Consejo de Administración, que dimitió en bloque.
El 19 de septiembre de 2023, se convirtió en el entrenador de la selección de El Salvador. En diciembre dejó el cargo para entrenar al F. C. Vizela de Portugal.Sin embargo, en noviembre de 2024, fue despedido de su cargo.

## Clubes

### Como entrenador
| Equipo                   | País        | Año       |
| ------------------------ | ----------- | --------- |
| C. D. Villaralbo         | España      | 2009-2011 |
| C. D. Guijuelo           | España      | 2013-2014 |
| Real Valladolid Promesas | España      | 2014-2015 |
| C. D. Guijuelo           | España      | 2015-2016 |
| Cultural Leonesa         | España      | 2016-2018 |
| Al Ahli Sports Club      | Catar       | 2018-2019 |
| F. C. Viitorul Constanța | Rumania     | 2020      |
| Deportivo de La Coruña   | España      | 2021      |
| Albacete Balompié        | España      | 2021-2022 |
| Deportivo de La Coruña   | España      | 2023      |
| Selección de El Salvador | El Salvador | 2023      |
| F. C. Vizela             | Portugal    | 2023-2024 |